# Landgraafschap Hessen-Rheinfels
Het landgraafschap Hessen-Rheinfels kwam voort uit de deling van het landgraafschap Hessen in 1567. Het was gelegen bij de Rijn in het westen van Hessen.

## Het zelfstandige vorstendom (1567-1583)
Na de dood van landgraaf Filips I in 1567 werd het landgraafschap door zijn vier zoons verdeeld in het Brüdervergleich, waarbij Filips II het Neder-Katzenelnbogen en  Hessen-Rheinfels kreeg.
Nadat de eerste landgraaf Filips II in 1583 kinderloos was overleden, werd het gebied verdeeld, waarbij Hessen-Marburg Lißberg, Ulrichstein en Itter kreeg.

## De niet regerende takken te Rotenburg en Rheinfels
Bij de troonsafstand van Maurits van Hessen-Kassel in 1627 ten voordele van zijn zoon Willem V, stichtten twee jongere broers de jonge lijnen Hessen-Rheinfels en Hessen-Rotenburg. Bij deze toedeling blijft de landshoogheid bij Hessen-Kassel, er ontstaan dus geen deelvorstendommen.
In 1658 worden de titels van Hessen-Rheinfels en Hessen-Rotenburg verenigd.
In 1693, regeert de oudste zoon van Ernst, Willem verder het huis Rheinfels-Rotenburg en wordt zijn tweede zoon Karel landgraaf van Hessen-Wanfried.
In 1752 verdwijnt Rheinfels uit de familietitel en blijft alleen Hessen-Rotenburg over. In 1803 ging het gebied van Rheinfels aan Frankrijk verloren. In 1834 ten slotte sterft de mannelijke lijn uit met Victor Amadeus.